# منزل ۱۹۶۷

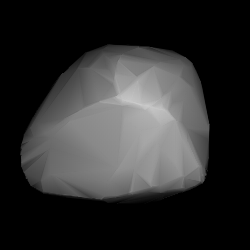
مدل سه‌بُعدی سیارک منزل ۱۹۶۷ بر طبق منحنی نور آن

سیارک ۱۹۶۷ (به انگلیسی: 1967 Menzel، نامگذاری:A905VC) هزار و نهصد و شصت و هفتمین سیارک کشف شده‌است که در ۱ نوامبر ۱۹۰۵ و در هایدلبرگ کشف شد.
قدر مطلق سیارک برابر ۱۲٫۳۰ است.